# Hatumatilu
Hatumatilu (Hatu Matilo) ist eine osttimoresische Aldeia im Suco Açumanu (Verwaltungsamt Liquiçá, Gemeinde Liquiçá). 2015 lebten in der Aldeia 567 Menschen.

## Geographie
Hatumatilu bildet den Nordosten des Sucos Açumanu. Südlich liegt die Aldeia Quirilelo und westlich die Aldeia Siscoelema. Im Norden grenzt Hatumatilu an den Suco  Darulete und im Osten an den Suco Leorema (Verwaltungsamt Bazartete). Der Fluss Caicabaisala bildet die Grenze zu Darulete im Norden. Er gehört zum System des Lóis. Der Gipfel des Foho Mangkir (1071 m) bildet das Zentrum der Aldeia. Hier befindet sich auch das Dorf Mangkir. Auf dem südlichen Ausläufer des Berges liegt das Dorf Hatumatilu. Entlang des Hauptkamms führt quer durch die Aldeia die Hauptstdarße, an der ein weiteres Dorf liegt.

## Geschichte
Im Suco Açumanu setzte die UDT während des Bürgerkrieges gegen die FRETILIN am 13. August 1975 ihre Flagge und ermordete sechs Menschen in den Aldeias Siscoelema und Hatumatilu. Teile der Bevölkerung flohen nach Leorema, nach Maubara oder in den nahen Wald.

## Politik
2023 wurde Delfim da Silva zum Chefe de Aldeia gewählt.